# Niewierne gry
Niewierne gry (cz. Neverné hry) – czesko-słowacki dramat psychologiczny z 2003 roku.

## Fabuła
Eva jest młodą pianistką, która wyszła za mąż za Petera - muzyka i kompozytora. Wraz z nim przeniosła się na wieś, na pogranicze słowacko-węgierskie. On znajduje tam spokój, ona czuje się obco. Nie potrafi się odnaleźć gdzieś daleko za Pragą...

## Obsada
- Zuzana Stivínová - Eva
- Peter Bebjak - Peter
- Vladimír Hajdu - Andrej
- Jana Hubinská - Mária
- Kristína Svarinská - Janka
- Ivana Chýlková - Ivanka
- Gabriela Skrabáková
- Daniela Bakerova - Helenka

## Produkcja
Zdjęcia kręcono na Słowacji (wieś Kamenín w kraju nitrzańskim) oraz na Węgrzech (Ostrzyhom).